# Nolan Mbemba
Ne pas confondre avec le footballeur Chancel Mbemba (RD Congo).
Pour les articles homonymes, voir Mbemba (homonymie).
Nolan Mbemba, né le 19 février 1995 à Amiens (Somme), est un footballeur international congolais (RC) qui évolue au poste de milieu défensif. Il possède également la nationalité française.

## Biographie
D'ascendance congolaise et originaire de Picardie, le joueur débute à l’Amiens SC à l’âge de huit ans. Passé par les écoles de football du Pôle espoirs de Liévin, de l'AC Amiens et de l'US Chantilly, il rejoint le centre de formation du LOSC Lille, à 15 ans. Dès 2012, alors en U17, il est surclassé et commence à jouer des matches avec la réserve professionnelle qui évolue alors en CFA ; il est titulaire de cette équipe l'année suivante. Puis en recherche de temps de jeu au niveau supérieur, le joueur picard est prêté au club belge du Royal Excel Mouscron. Perturbé par une blessure, Il joue onze matches en Jupiler Pro League et un match en Coupe de Belgique.
De retour à Lille, il joue de nouveau dans l'équipe réserve, et le 21 novembre 2015, il joue son premier match de Ligue 1, au Stade  de l'Aube, contre Troyes (matche nul, 1-1).
En été 2016, en fin de contrat avec le LOSC, Nolan Memba  rejoint le club portugais, Vitória Guimarães. Il évolue alors, dans l'équipe réserve, et ne joue avec l'équipe première que quelques rencontres de Coupe nationale.
En août 2017, le joueur amiénois signe un contrat de deux saisons, plus une en option, avec le Stade de Reims. Après son expérience décevante au Portugal, le jeune milieu relance sa carrière avec le club champenois : jouant 16 matches et inscrivant un but, il participe à la conquête du titre de Champion de France de Ligue 2 et à la montée en Ligue 1 en 2018.
Il s'engage le 18 juin 2020 pour trois saisons avec Le Havre AC. Ce sont sous les couleurs Ciel et Marine qu'il marque son premier but en Ligue 1 Uber Eats face au FC Lorient le 3 septembre 2023.

## Statistiques
| Saison                | Club                  | Championnat           | Championnat | Championnat | Coupe nationale | Coupe nationale | Coupe de la Ligue | Coupe de la Ligue | Total | Total |
| Saison                | Club                  | Division              | M.          | B.          | M.              | B.              | M.                | B.                | M.    | B.    |
| 2014-2015             | Royal Excel Mouscron  | Jupiler Pro League    | 14          | 0           | 0               | 0               | -                 | -                 | 14    | 0     |
| 2015-2016             | LOSC Lille            | Ligue 1               | 1           | 0           | -               | -               | -                 | -                 | 1     | 0     |
| 2016-2017             | Vitória Guimarães     | Primeira Liga         | 4           | 0           | 1               | 0               | 1                 | 0                 | 6     | 0     |
| 2017-2018             | Stade de Reims        | Ligue 2               | 16          | 1           | 0               | 0               | -                 | -                 | 16    | 1     |
| 2018-2019             | Stade de Reims        | Ligue 1               | 8           | 0           | 2               | 0               | -                 | -                 | 10    | 0     |
| 2020-2021             | Havre AC              | Ligue 2               | 23          | 1           | 1               | 0               | -                 | -                 | 24    | 1     |
| 2021-2022             | Havre AC              | Ligue 2               | 21          | 0           | 1               | 0               | -                 | -                 | 22    | 0     |
| 2022-2023             | Havre AC              | Ligue 2               | 29          | 0           | 0               | 0               | -                 | -                 | 29    | 0     |
| 2023-2024             | Havre AC              | Ligue 1               | 6           | 1           | 1               | 0               | -                 | -                 | 7     | 1     |
| 2022-2023             | Grenoble Foot 38      | Ligue 2               | 8           | 0           | 0               | 0               | -                 | -                 | 8     | 0     |
| Total sur la carrière | Total sur la carrière | Total sur la carrière | 130         | 3           | 7               | 0               | 1                 | 0                 | 138   | 3     |

## Palmarès
- Stade de Reims
  - Champion de France de Ligue 2 en 2018

- Le Havre AC
  - Champion de France de Ligue 2 en 2023